# Ochthebius micans
Ochthebius micans är en skalbaggsart som beskrevs av Balfour-browne 1951. Ochthebius micans ingår i släktet Ochthebius och familjen vattenbrynsbaggar. Inga underarter finns listade i Catalogue of Life.